# Bonaria chandleri
Bonaria chandleri är en svampart som först beskrevs av Clifford George Hansford, och fick sitt nu gällande namn av Augusto Chaves Batista 1959. Bonaria chandleri ingår i släktet Bonaria och familjen Micropeltidaceae.   Inga underarter finns listade i Catalogue of Life.